# カラカラ (器)

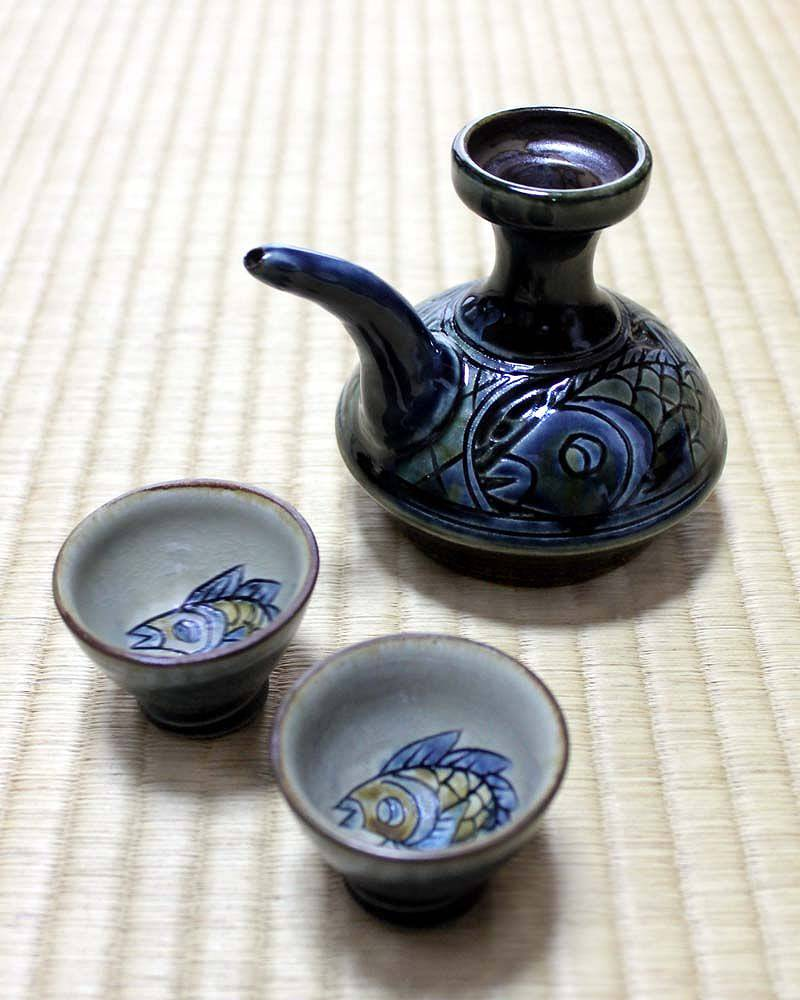
壺屋焼のカラカラと猪口。写真のものは内部に玉が入っており、泡盛が入っていないときに振ると音がする。

カラカラ（カラカラーともいう）とは、主に琉球文化圏で使用される陶製酒器の一種。通常は泡盛用。

## 概要
本来は壺屋焼の上焼（じょうやき・じょうやち）のものを指すが、近年はガラス製（特に琉球ガラス）のものもある。容量は2合入るものが多いが、小さな1合用のものなどもある。下部が鏡餅状に膨れた瓶に細長い注ぎ口をつけたような形が標準である。高さの割に底面側が大きく安定感がある。上側中央に泡盛の入れ口があり、注ぎやすいように小型の漏斗状になっている。茶用の急須や焼酎用の千代香に似ているがカラカラの場合、通常は蓋と取っ手が無い。沖縄の焼き物としては、取っ手も陶土で作り、一体となったアンビン（按瓶）と呼ばれる水差し用の急須があり、かつては酒器としても使われたが割れ易いので現在ではほとんど使われなくなってしまった。
あるものは内部が仕切ってあり、一回注ぐごとに一定量しか出ない仕組みになっている。貴重な泡盛をゆっくり楽しんで飲むためという。また一部のものにはラムネ瓶のビー玉のように取り出せない玉（陶製）が内部に入っていることがあり、泡盛が入っていないときに振ると音がする。
通常、泡盛は燗にして飲むことはないのでカラカラは直火にかけるようには想定されていない。カラカラ類似のものが九州近県にあり、これは沖縄より伝わったものであるがこちらは直火での燗が可能なことが多い。

## 語源
カラカラの語源については下記を始め、いくつかの説がある。
- 泡盛が残っているかを確認するために器を振るとカラカラと音がするから。器の中に陶器の玉が入っていて音がなるというが、古いカラカラにはそのようなかけらは無いことが多い。またこの説が説かれた以降にわざわざかけらを入れている例もある。
- 酒好きな坊さんが丸餅にヒントを得て絶対に倒れない徳利をつくったところ、「貸せ貸せ（沖縄方言でカラカラ）」と評判になったので、そう名付けたという民話が宜野湾に残っている[1]。

## 他地域の類似のもの

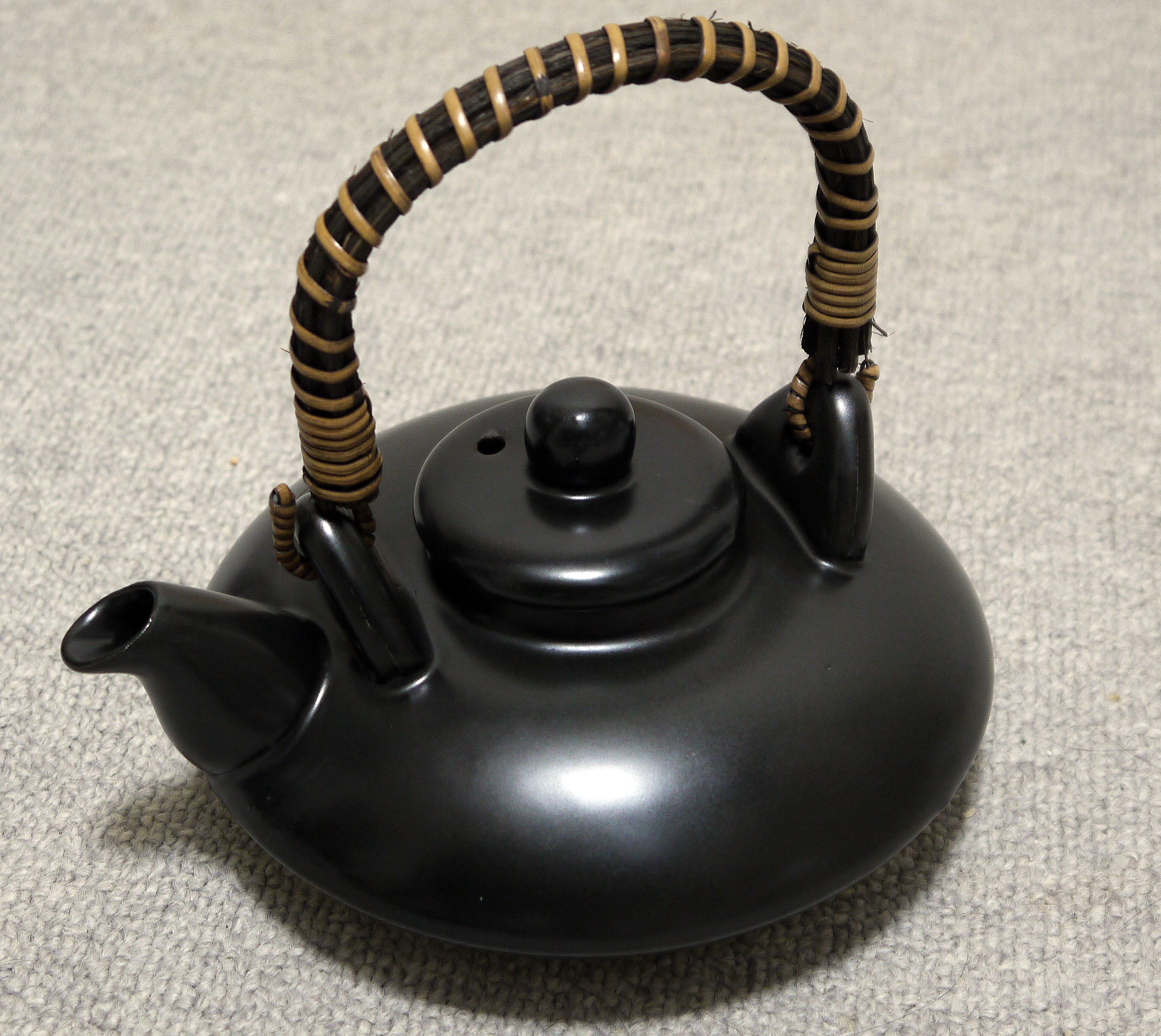
薩摩焼の黒ヂョカ

- 千代香（ヂョカ、チョカ）（鹿児島県、宮崎県）
芋焼酎（薩摩焼酎など）の酒器で、主に薩摩焼（黒薩摩）で作られる平たい土瓶。直火で燗をすることを前提に作られていて、カラカラには無い蓋と取っ手（籐製）がついている。ちなみに鹿児島県ではカラカラも焼酎用として使用されているが、カラカラの機能がヂョカに含まれてしまっているため、この地方のカラカラは沖縄のものと異なり、おおむね重心が高く、通常の徳利に急須の注ぎ口を取り付けたようなものも見られる。

- ガラ（熊本県）
球磨焼酎（米焼酎）用の酒器で、有田焼の白いものが多い。直火で燗をすることを前提に作られている。形は沖縄のカラカラによく似ているが、2合5勺用が一般的なので大きい。同じく蓋や取っ手は無いが、焼酎が冷めにくいよう、掴んだ時に火傷をしにくいように首が細く長くなっている[2]。